# Heckler & Koch HK416
El HK416 es una carabina diseñada y manufacturada por Heckler & Koch. Es una versión mejorada de la carabina M4, con muchos cambios con respecto a esta, más notablemente su sistema de gases, similar al del HK G36, en calibre 5,56 × 45 mm OTAN. Los clientes de fuerzas militares y policiales pueden comprar la parte de la caja de mecanismos, amortiguador y sistema de gases para reacondicionar fusiles AR-15 o bien comprar el arma completa.
La unidad Delta Force, del Ejército de los Estados Unidos, colaboró con la empresa de armas alemana para desarrollar la nueva arma. La Fuerza Delta reemplazó sus M4 por HK416 en 2004, después de que las pruebas revelaran que el sistema de pistón reduce significativamente el mal funcionamiento y aumenta la vida de las partes del arma.
Basándose en la experiencia adquirida durante el programa de actualización de los fusiles británicos SA80 / L85A1, H & K decidió solucionar los problemas del diseño de los rifles M16 y las carabinas M4, con su diseño patentado operado por gas, con sistema de pistón corto (tomado de fusil HK G36), el cual evita la entrada de los gases de combustión en el interior del arma, una desventaja de los sistemas de impulso directo de gases. La reducción del calor y la suciedad aumenta la fiabilidad del arma y alarga el periodo entre cada mantenimiento.
Otra arma desarrollada basada en la HK416 es el Fusil de combate HK417 calibrado en 7,62 x 51 OTAN, con munición de mayor poder de penetración y precisión mejorada en alcances medios, que combina la ergonomía de los fusiles derivados del AR-15 y del M16, dándoles una igual fiabilidad al renovar sus sistemas y a la incorporación del rediseño del pistón de gas.
El HK416 está equipado con cuatro rieles tipo Picatinny y puede aceptar cualquier tipo de sistemas de puntería  compatible con soportes MIL-STD-1913 y otros accesorios para las series de fusiles M16/M4, como empuñaduras verticales y otros accesorios. También puede aceptar el lanzagranadas Heckler & Koch AG36/AG-C de 40 mm, que se sujeta directamente a la parte inferior del guardamanos RIS. La culata es igual en diseño a la Carabina M4 y el fusil de asalto Colt M16A4, con múltiples posiciones de ajuste.

## Historia del HK416
La unidad Delta Force del Ejército de los Estados Unidos, a requerimiento del Suboficial de Investigación y Desarrollo Larry Vickers, colaboró con el fabricante de armas alemán Heckler & Koch para desarrollar una nueva carabina de asalto a inicios de la década de 1990. Durante el desarrollo, Heckler & Koch aprovechó la experiencia adquirida en el diseño del fusil de asalto HK G36 para el Bundeswehr, el proyecto XM8 del US Army (cancelado el año 2005) y la modernización de la familia de armas ligeras SA80 del Ejército Británico.[cita requerida] Originalmente, el proyecto se llamó "HK M4", pero esto fue cambiado en respuesta a una demanda por infracción de marca presentada por Colt Firearms
La Fuerza Delta reemplazó sus fusiles M4A1 por los HK416 en 2004, tras varias pruebas que demostraron que el sistema de pistón reduce significativamente los desperfectos, mientras incrementa la vida útil de los mecanismos. El HK416 ha sido probado por las Fuerzas Armadas de Estados Unidos y está en servicio con algunas agencias del orden, como en unidades de Operaciones Especiales de dicho país. También ha sido adoptado como arma reglamentaria de las Fuerzas Armadas de Noruega.
Una variante modificada, designada M27 IAR (Infantry Automatic Rifle), fue sometida a pruebas por el Cuerpo de Marines de los Estados Unidos. Después de una prueba operacional y actividad de evaluación realizada por el USMC en Marine Corps Air Ground Combat Center Twentynine Palms, Fort Mc Coy y Camp Shelby (para pruebas en ambientes polvorientos, bajas temperaturas y clima caluroso, respectivamente) En marzo de 2012, se han desplegado 452 IAR de un total de 4.748 fusiles encargados. Cinco batallones de infantería han desplegado el arma, entre ellos el 1.er Batallón de Reconocimiento Blindado ligero y 2.º Batallón del USMC, 4° Batallón de Marines fuera de Camp Pendleton, CA. 3.er Batallón de Marines, fuera de la Base USMC Hl, 1° Batallón, 9° de Marines en las afueras de Camp Lejeune, NC y otras unidades de los Marines.

## Detalles del diseño

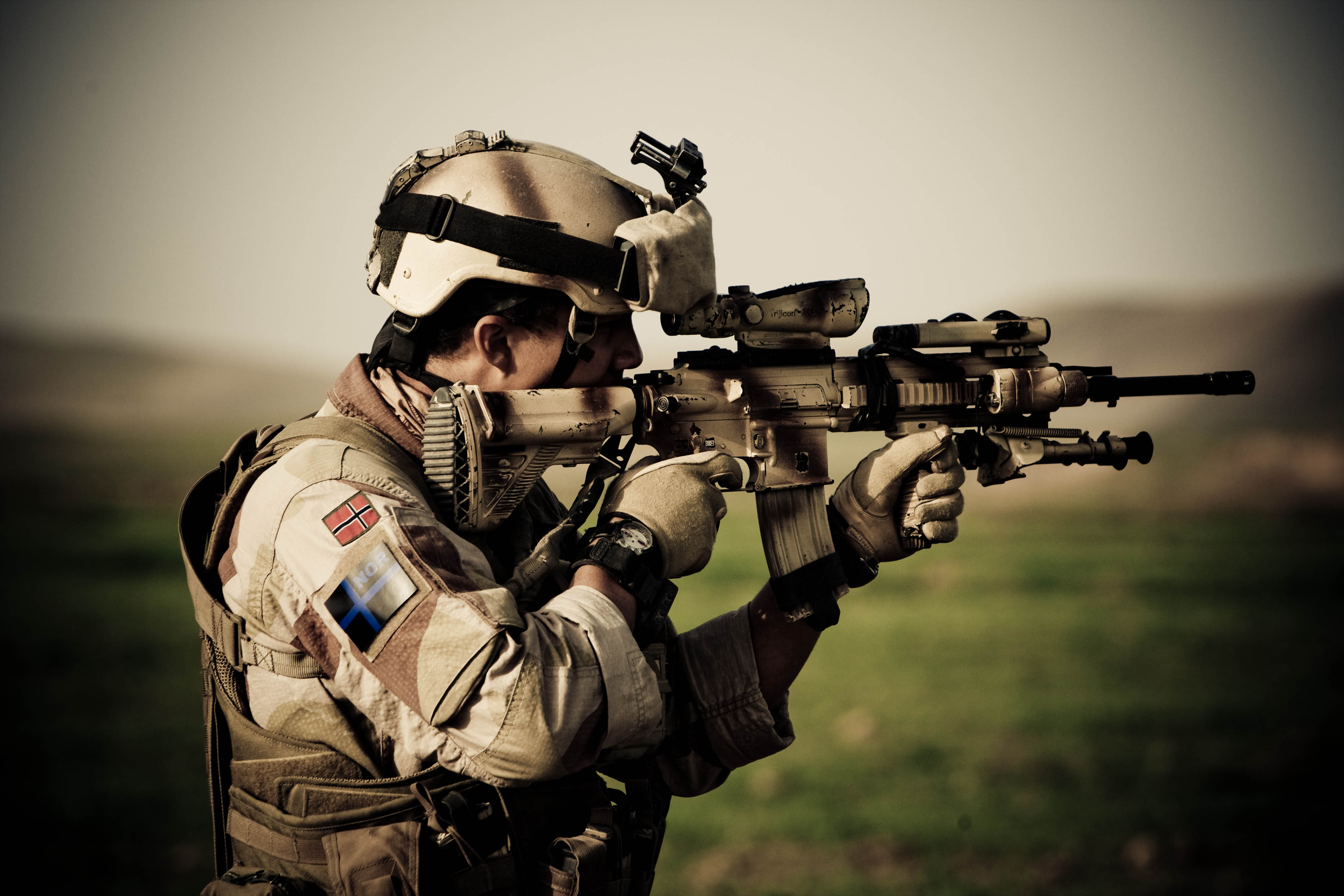
Un soldado de las Fuerzas Armadas de Noruega en Afganistán abriendo fuego con un HK416N

El HK416 utiliza un sistema de pistón de gases de recorrido corto patentado por HK derivado del fusil G36, reemplazando el sistema de impacto directo de gases usado en el M4/M16 estándar. El sistema de gases del HK G36 se deriva en parte del utilizado en el fusil Armalite AR-18 diseñado en 1963. El sistema HK utiliza un pistón de gases de recorrido corto para conducir una varilla de operación que mueve el conjunto de cierre hacia atrás. Éste diseño impide a los gases de combustión ingresar al interior del arma, un inconveniente con sistemas de impulso directo. La reducción en el recalentamiento y suciedad del conjunto portacerrojo aumenta la confiabilidad del arma, y reduce el intervalo entre atascos. También reduce el tiempo de limpieza del arma y la tensión en componentes críticos del fusil. Según Heckler & Koch "la experiencia adquirida con el programa de actualización intermedia del SA80 han permitido crear el HK416".
El HK416  está diseñado con un guardamanos patentado que incluye raíles Picatinny MIL-STD-1913 en sus cuatro lados, permitiendo anclar muchos de los accesorios tácticos comúnmente usados en el M4/M16 en el HK416. Los raíles del guardamano pueden ser removidos sin uso de herramientas especiales, usando el tetón de traba del cerrojo como un destornillador. El guardamanos frontal tiene diseño flotante y no roza el cañón, mejorando la precisión al disparar.
El HK416 tiene una culata retráctil ajustable, que se puede ajustar con hasta 6 posiciones. La placa de goma o cantonera de la culata puede ser cóncava o convexa, y posee un espacio para guardar accesorios de mantenimiento, baterías de repuesto u otros elementos pequeños.
La fuerza de presión del disparador es de 34N (3,365 kgf). El peso de un cargador vacío (modelo STANAG) es de 250 g (8,8 oz)
El cañón del HK416 está hecho de acero cromado forjado en frío con estriado hexagonal, lo que le brinda una vida útil de 20.000 disparos, y posee 6 estrías de paso constante a dextrógiro. El proceso de forjado en frío produce un cañón más resistente, y mayor seguridad al enfrentarse con obstrucciones del ánima o durante sesiones de tiro prolongadas. Modificaciones de capacidad "Over The Beach" tales como drenajes en el portacerrojo y en el sistema amortiguador están disponibles, permitiendo al HK416 disparar sin peligro después de ser sumergido en agua.

## Diferencias con el M4/M16
El HK416 es una variante modificada de la carabina de asalto norteamericana M4. En el sector de la palanca selectora incluye símbolos internacionales para las posiciones de Seguro (Safe), Semiautomático (Repeat/R) y Automático, tiene una culata retráctil rediseñada que permite al usuario girar la placa cantonera de la culata, una nueva empuñadura pistolete diseñada por H&K, para permitir el agarre ergonómico con la mano, e integrado al fusil hay un nuevo guardamano monopieza de flotación libre con el sistema RIS (Rail Integration System), usado para el montaje de accesorios. La diferencia interna más notable es, el mecanismo de pistón de gases de carrera corta derivado del HK G36. Para compensar el incremento de presión debido al nuevo sistema de gases, se incorporó un cañón con las paredes del ánima más gruesa. Además, el bloque de gas regulable con pistón permite una operación confiable en modelos de cañones cortos, con o sin silenciador acoplado. Finalmente, el HK416 incluye una mira frontal de acero plegable, y alza posterior similar en diseño al HK G3. El sistema HK416 se ofrece como un receptor superior, separado del resto del fusil como reemplazo del receptor superior de la carabina M4. Puede ser integrada a cualquier fusil existente de la familia AR-15, otorgándoles el nuevo sistema de gases, el guardamanos, el sistema de mira frontal y alza posterior, manteniendo el receptor inferior. El HK416 también puede ser adquirida como una carabina completamente ensamblada e independiente